# Nilton Mendes
Nilton Pereira Mendes dit Mendes (né le 7 janvier 1976 à Governador Valadares (Minas Gerais) et mort le 18 septembre 2006 à Karaganda) était un footballeur brésilien.

## Biographie
Formé au Brésil, Mendes se positionna comme attaquant. Il commença sa carrière professionnelle en Russie, en 1998, avec le club du FC Zhemchuzhina Sotchi.
L'année suivante, il quitta la Russie pour le Kazakhstan en s'engageant, durant deux saisons, avec le FC Irtych Pavlodar, remportant au passage le championnat kazakh. Il termina meilleur buteur du championnat en 2000 avec 21 buts.
En 2002, il joua pour le FC Zhenis Astana, remportant la Coupe du Kazakhstan et fut récompensé du titre de meilleur joueur étranger de l'année. 
Au cours de l'année 2004, il signa au Shakhtyor Karagandy, club qui quitta dès 2005, pour revenir dans son ancien club, le FC Zhenis Astana.
En 2006, il retourna au Shakhtyor Karagandy.
Après onze matchs joués pour trois buts inscrits, il est victime d'un infarctus au cours d'un entraînement et meurt durant le trajet vers l'hôpital.

## Palmarès
- Coupe du Kazakhstan de football
  - Vainqueur en 2002 et en 2005
  - Finaliste en 2001
- Championnat du Kazakhstan de football
  - Champion en 1999
- Meilleur buteur du championnat kazakh
  - Récompensé en 2000
- Meilleur joueur étranger du championnat kazakh
  - Récompensé en 2002